# Luther (Oklahoma)
Luther – miasto w Stanach Zjednoczonych, w stanie Oklahoma, w hrabstwie Oklahoma.